# Оксидація за Десс— Мартином

Хімічний механізм окиснення Десса–Мартіна

Оксидація за Десс— Мартином (рос. окисление Десс— Мартина, англ. Dess — Martin oxidation) — оксидація первинних і вторинних спиртів у м'яких умовах відповідно до альдегідів і кетонів із застосуванням триацетоксиперйодинану (перйодинан Десс-Мартина).